# Synanthedon laticincta
Synanthedon laticincta is een vlinder uit de familie wespvlinders (Sesiidae), onderfamilie Sesiinae.
Synanthedon laticincta is voor het eerst wetenschappelijk beschreven door Burmeister in 1878. De soort komt voor in het Neotropisch gebied.